# Fallo
Fallo é uma comuna italiana da região dos Abruzos, província de Chieti, com cerca de 162 habitantes. Estende-se por uma área de 5 km², tendo uma densidade populacional de 32 hab/km². Faz fronteira com Borrello, Civitaluparella, Montelapiano, Villa Santa Maria.

## Demografia
| Variação demográfica do município entre 1861 e 2011                               |
|                                                                                   |
| Fonte: Istituto Nazionale di Statistica (ISTAT) - Elaboração gráfica da Wikipedia |